# Ernesto Scorsone
Ernesto Scorsone (* 15. Februar 1952 in Kentucky) ist ein US-amerikanischer Politiker, Rechtsanwalt und Richter.

## Leben
Nach seiner Schulzeit studierte Scorsone in den 1970er Jahren Rechtswissenschaften an der University of Kentucky. Scorsone war nach dem Studium in Kentucky als Rechtsanwalt tätig.
Scorsone ist Mitglied der Demokratischen Partei. Von 1984 bis 1996 war Scorsone Abgeordneter im Repräsentantenhaus von Kentucky für den 75. Distrikt. Nachfolgerin als Abgeordnete wurde 1996 die Politikerin Kathy Stein. Von 1996 bis 2008 war Scorsone als Senator im Senat von Kentucky tätig. Im August 2008 wurde er zum Richter am Fayette County Circuit Court ernannt.
Scorsone lebt mit seinem Lebenspartner John Davis in Lexington, Kentucky.